# Wurmkegel
Der Wurmkegel (Conus chaldaeus, Synonym Conus vermiculatus Lamarck) ist eine Schnecke aus der Familie der Kegelschnecken (Gattung Conus), die im Indopazifik verbreitet ist und sich von Vielborstern ernährt.

## Merkmale
Conus chaldaeus trägt ein kleines, dickwandiges, festes Schneckenhaus, das bei ausgewachsenen Schnecken eine Länge von etwa 3,3 cm und einen Durchmesser von etwa 1,9 cm Länge erreicht. Der Körperumgang ist breit kegelförmig, der Umriss leicht konvex. Das Gewinde ist mittelhoch. Die Umgänge sind mit spiraligen Streifen skulpturiert, und sowohl die Umgänge als auch die Schulter des Körperumgangs sind mit stumpfen Tuberkeln gekrönt. Die spiraligen Streifen werden auf dem Körperumgang sowohl zum Apex als auch zur Basis hin körnig. Die Gehäusemündung ist schmal und ihre äußere Lippe an der Basis umgesäumt.
Die Grundfarbe des Gehäuses ist weiß, bisweilen rosa eingefärbt, mit drei oder vier spiraligen Banden, die aus unregelmäßigen, längs verlaufenden dunkelbraunen bis schwarzen Markierungen zusammengesetzt sind und so das Gehäuse mehr schwarz als weiß erscheinen lassen. Es bleiben je ein spiraliger weißer Streifen in der Mitte des Körperumgangs und auf der Schulter frei. Das Innere der Gehäusemündung ist blauweiß, wobei das äußere Farbmuster durch die äußere Lippe hindurchscheint. Das dünne Periostracum ist gelb.
Der Fuß der Schnecke ist schwarz. In der Mitte der Fußsohle verläuft ein breiter dunkelgelber Längsstreifen. Der Sipho und das Rostrum sind schwarz mit roter Spitze.

## Verbreitung und Lebensraum
Conus chaldaeus ist im gesamten Indopazifik einschließlich des Roten Meeres verbreitet, aber auch im östlichen Pazifischen Ozean an den Küsten El Salvadors, Guatemalas, Honduras, Mexikos, Nicaraguas und Panamas. Er ist auf der Clipperton-Insel häufig und auch an den Küsten Neuseelands und Australiens (New South Wales, Northern Territory, Queensland, Western Australia) anzutreffen.
Conus chaldaeus lebt insbesondere an der äußeren Kante von Korallenbänken.

## Entwicklungszyklus
Wie alle Kegelschnecken ist Conus chaldaeus getrenntgeschlechtlich und das Männchen begattet das Weibchen mit seinem Penis. Die Eier in den Eikapseln entwickeln sich zu Veliger-Larven, die nach einer frei schwimmenden Phase als planktonfressendes Zooplankton niedersinken und zu kriechenden Schnecken metamorphosieren.

## Ernährung
Die Beute von Conus chaldaeus besteht ausschließlich aus Vielborstern, die er mit seinen Radulazähnen sticht und mithilfe des Gifts aus seiner Giftdrüse immobilisiert. In den Schneckenmägen in Gewässern der Hawaii- und Marshall-Inseln wurden Nereididae, darunter Platynereis dumerilii und in geringerem Umfang Perinereis helleri sowie Eunicidae, darunter Palola siciliensis gefunden.